# IC 172
IC 172 ist eine spiralförmige Radiogalaxie vom Hubble-Typ Sab pec? im Sternbild Walfisch südlich des Himmelsäquators. Sie ist schätzungsweise 365 Millionen Lichtjahre von der Milchstraße entfernt und hat einen Durchmesser von etwa 40.000 Lj.
Im selben Himmelsareal befinden sich u. a. die Galaxien NGC 768, IC 173, IC 175.
Das Objekt wurde am 12. Dezember 1893 vom französischen Astronomen Stéphane Javelle entdeckt.